# Stronti aluminat
Stronti aluminat, còn được đề cập đến với các tên viết tắt là SRA, SrAl là một hợp chất vô cơ có thành phần chính gồm nguyên tố stronti và nhóm aluminat, với công thức hóa học được quy định là SrAl2O4 là dạng tinh thể đơn monoclinic không màu, không mùi, có màu vàng nhạt và nặng hơn nước. Hợp chất này có hóa tính nhưng trơ về mặt sinh học.
Ngoài SrAl2O4 ra còn có các stronti aluminat khác, ví dụ như: SrAl4O7 (đơn khối), Sr3Al2O6 (khối), SrAl12O19 (lục diện), Sr4Al14O25 (Orthorhombic).

## Vật liệu kết cấu
Xi măng stronti aluminat (SrAl2O4 hoặc SrO.Al2O3) có thể được sử dụng làm vật liệu kết cấu chịu lửa. Nó có thể được điều chế bằng cách kết hợp một hỗn hợp stronti oxit hoặc stronti cacbonat với alumina, ở một tỷ lệ gần bằng nhau, ở nhiệt độ khoảng 1500 °C. Nó có thể được sử dụng như một xi măng cho bê tông chịu nhiệt với mức chống chịu nhiệt độ lên đến 2000 °C. Xi măng Bari aluminat cũng có đặc tính tương tự, và có thể được sử dụng làm chất chống bức xạ. Việc sử dụng bari và đặc biệt là xi măng stronti aluminat bị giới hạn bởi sự có sẵn của nguyên liệu.